# هانس روث
هانس روث هو مصارع هاوي سويسري، ولد في 1903، وتوفي في 1964.

## وصلات خارجية
- هانس روث على موقع أوليمبيديا (الإنجليزية)